# Centésimo
Un centésimo o una centésima (0,01) es igual a la repartición de una unidad en cien o ciento partes iguales. Es expresado como el factor 10-2 y con la fracción 1 / 100. En el Sistema Internacional de Unidades se representa con el prefijo «cent-» y la letra c.
| {\displaystyle Un\ cent{\acute {e}}simo=10^{-2}=0,\ 01\,} |

El centésimo o la centésima se expresa también como el valor de cien o ciento en la numeración ordinal, ocupando el lugar número cien o ciento (100.º) en una serie ordenada; viene precedido por el número «nonagésimo noveno», con forma femenina «nonagésima novena» (99º), y sucedido por el número «centésimo primero» (101.º), apocopado «centésimo primer» (101.er), y con forma femenina «centésima primera» (101.ª).